# Elle dort
Pistes de Les Beaux Dégâts
Tête saoule Je te vois venir (tu pars)
Elle dort est une chanson de Francis Cabrel, 11e piste de l'album Les Beaux Dégâts, sorti en 2004. Elle est écrite par Francis Cabrel. Dans cette chanson, il évoque une petite fille croisée au Téléthon : « J'ai pensé que le seul moment où elle était pareille aux autres enfants, c'était quand elle dormait et rêvait qu'elle poursuivait un oiseau, qu'elle dansait.. ».